# Brycon
Brycon là một chi cá trong họ cá hoàng đế Characidae thuộc bộ cá chép mỡ được tim thấy ở Trung và Nam Mỹ, đôi khi chúng được gọi là cá hồi chấm Nam Mỹ Chúng có chiều dài lên đến 11,9–79,5 cm (4,7–31,3 in) phụ thuộc vào từng loài

## Các loài
Hiện hành có 46 loài được ghi nhận trong chi này
- Brycon alburnus (Günther, 1860)
- Brycon amazonicus (Spix & Agassiz, 1829) [3]
- Brycon argenteus Meek & Hildebrand, 1913
- Brycon atrocaudatus (Kner, 1863)
- Brycon behreae Hildebrand, 1938
- Brycon bicolor Pellegrin, 1909
- Brycon cephalus (Günther, 1869)
- Brycon chagrensis (Kner, 1863)
- Brycon coquenani Steindachner, 1915 [3]
- Brycon costaricensis Angulo & Gracian-Negrete, 2013 [4]
- Brycon coxeyi Fowler, 1943 [3]
- Brycon dentex Günther, 1860
- Brycon devillei (Castelnau, 1855)
- Brycon dulcis F. C. T. Lima & F. Vieira, 2017 [3]
- Brycon falcatus J. P. Müller & Troschel, 1844 [3]
- Brycon ferox Steindachner, 1877 [3]
- Brycon fowleri Dahl, 1955
- Brycon gouldingi F. C. T. Lima, 2004 [3]
- Brycon guatemalensis Regan, 1908
- Brycon henni C. H. Eigenmann, 1913
- Brycon hilarii (Valenciennes, 1850) [3]
- Brycon howesi F. C. T. Lima, 2017 [3]
- Brycon insignis Steindachner, 1877 [3]
- Brycon labiatus Steindachner, 1879
- Brycon medemi Dahl, 1960
- Brycon meeki C. H. Eigenmann & Hildebrand, 1918
- Brycon melanopterus (Cope, 1872) [3]
- Brycon moorei Steindachner, 1878
- Brycon nattereri Günther, 1864 [3]
- Brycon obscurus Hildebrand, 1938
- Brycon oligolepis Regan, 1913
- Brycon opalinus (G. Cuvier, 1819) [3]
- Brycon orbignyanus (Valenciennes, 1850) [3]
- Brycon orthotaenia Günther, 1864 [3]
- Brycon pesu J. P. Müller & Troschel, 1845
- Brycon petrosus Meek & Hildebrand, 1913
- Brycon polylepis Moscó Morales, 1988 [3]
- Brycon posadae Fowler, 1945
- Brycon rubricauda Steindachner, 1879
- Brycon sinuensis Dahl, 1955
- Brycon stolzmanni Steindachner, 1879 [3]
- Brycon striatulus (Kner, 1863)
- Brycon unicolor Moscó Morales, 1988
- Brycon vermelha F. C. T. Lima & R. M. C. Castro, 2000 [3]
- Brycon vonoi F. C. T. Lima, 2017 [3]
- Brycon whitei G. S. Myers & S. H. Weitzman, 1960 [3]